# 다그마르 오야
다그마르 오야(에스토니아어: Dagmar Oja, 1981년 7월 8일 ~ )는 에스토니아의 가수, 배우이다.